# Essential Mixes (album, Kylie Minogue)
Essential Mixes je dvanajsti album z remiksi avstralske pevke Kylie Minogue. Album je izšel 20. septembra 2010 in je vključeval remikse pesmi z njenih albumov Kylie Minogue in Impossible Princess.

## Seznam pesmi
| Št.             | Naslov                                                       | Dolžina |
| --------------- | ------------------------------------------------------------ | ------- |
| 1.              | „Confide in Me‟ (remiks Phillipa Damiena)                    | 6:26    |
| 2.              | „Put Yourself in My Place‟ (remiks Driza-Bonea)              | 4:49    |
| 3.              | „Where Is the Feeling?‟ (klubski remiks Felixa Da Housekata) | 10:49   |
| 4.              | „Did It Again‟ (remiks)                                      | 10:22   |
| 5.              | „Some Kind of Bliss‟ (Quivverjev remiks)                     | 8:39    |
| 6.              | „Breathe‟ (Sashov klubski remiks)                            | 5:22    |
| 7.              | „Too Far‟ (remiks)                                           | 10:22   |
| 8.              | „Confide in Me‟ (remiks Justina Warfielda)                   | 5:26    |
| 9.              | „Breathe‟ (TNT-jev klubski remiks)                           | 6:44    |
| Skupna dolžina: | Skupna dolžina:                                              | 68:59   |